# Stoke-by-Nayland
Stoke-by-Nayland est un village et une paroisse civile situé dans le comté du Suffolk en Angleterre. En 2011, sa population est de 682 habitants.

## Source de la traduction
- (en) Cet article est partiellement ou en totalité issu de l’article de Wikipédia en anglais intitulé « Stoke-by-Nayland » (voir la liste des auteurs).